# 喬利埃特 (伊利諾州)
喬利埃特（英語：Joliet）是美國伊利諾伊州威爾縣縣治，小部份位於肯德爾縣。面積99.3平方公里，2006年人口為142,702人，是該州第五大城市。
1834年開埠，時名為Juliet。1845年改名，1852年設市。